# Địa Sơn Khiêm

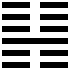
Đồ hình quẻ Địa sơn khiêm

Quẻ Địa Sơn Khiêm, đồ hình::|::: còn gọi là quẻ Khiêm (謙 qian1), là quẻ thứ 15 trong Kinh Dịch.
- Nội quái là ☶ (::| 艮 gen4) Cấn hay Núi (山).
- Ngoại quái là ☷ (::: 坤 kun1) Khôn hay Đất (地).

## Thoán từ
Khiêm: Hanh, quân tử hữu chung.
Giải nghĩa: Thoái dã. Cáo thoái. Khiêm tốn, nhún nhường, khiêm từ, cáo thoái, từ giã, lui vào trong, giữ gìn, nhốt vào trong, đóng cửa. Vì vậy mới được hanh thông. Thượng hạ mông lung chi tượng: tượng trên dưới hoang mang.
"Trời làm vơi chốn dồi dào,
Mà thêm vào những chỗ nào khiêm cung.
Đất soi mòn bớt cao phong,
Mà cho lòng biển lòng sông thêm dầy.
Quỉ thần hại kẻ no đầy,
Mà đem phúc lại cho người khiêm cung"
Quẻ Khiêm là nói về Đạo của: Trời, Đất, Quỷ Thần, và Người.

## Hào từ

### Sơ lục
Hào từ: Khiêm khiêm quân tử, dụng thiệp đại xuyên, cát.

### Lục nhị
Hào từ: Minh khiêm, trinh cát.

### Cửu tam
Hào từ: Lao khiêm, quân tử hữu chung, cát.

### Lục tứ
Hào từ: Vô bất lợi, huy khiêm.

### Lục ngũ
Hào từ: Bất phú dĩ kỳ lân, lợi dụng xâm phạt, vô bất lợi.

### Thượng lục
Hào từ: Minh khiêm, lợi dụng hành sư, chinh ấp quốc.